# Szívasztma
A szívasztma (asthma cardiale) rohamokban jelentkező nehézlégzés, amelyet a szív heveny elégtelensége okoz. Nevét onnan kapta, hogy hasonlít az asztma tüneteire, bár más okok közrejátszásából jön létre. Olyan kórképek hozzák létre, amelyek a szív bal kamráját túlterhelik,  és a kamra nem képes a tüdővénákból érkező vér továbbítására. Ennek következtében a kisvérkörben pangás, később tüdővizenyő lép fel, és a légcsere nehézzé válik. Ez zajlik le a magas vérnyomás-betegség, vagy az aortaszájadék szűkületének súlyosabb eseteiben.
Ritkábban fordul elő a bal vénás szájadék szűkülete (mitrális sztenózis) esetén, és ha a kisvérkörben (tüdőerekben) pangás támad. Keletkezésében idegi eredetű tényezőknek is szerepe van/lehet.
A roham rendszerint éjjel álmában lepi meg a beteget, ilyenkor gyakran segít, ha a beteg felül, és lábát lelógatja. A betegek rendszerint könnyebben töltik az éjszakát egy kényelmes fotelben ülve, mint az ágyban fekve.
Szívasztma esetén a beteg életveszélyben van, ezért feltétlen szükséges az orvosi beavatkozás, amely a nehézlégzéses rohamot megszünteti, bár az alapbetegség nem gyógyítható.

## Lásd még
- Asztma

## Külső hivatkozások
- Perifériás verőérbetegség
- Szívelégtelenség